# Calciborite
La calciborite è un minerale.